# Danis glaucopis
Danis glaucopis är en fjärilsart som beskrevs av Grose-smith 1894. Danis glaucopis ingår i släktet Danis och familjen juvelvingar. Inga underarter finns listade i Catalogue of Life.